# Xpectation
Xpectation è il ventitreesimo album da studio del cantante e musicista statunitense Prince, pubblicato nel 2003 dall'etichetta NPG Records.

## Tracce
1. Xhalation – 2:04
2. Xcogitate – 3:33
3. Xemplify – 5:53
4. Xpectation – 4:01
5. Xotica – 3:05
6. Xogenous – 4:12
7. Xpand – 6:11
8. Xosphere – 3:34
9. Xpedition – 8:24